# ISDB
ISDB（英語：Integrated Services Digital Broadcasting）即綜合數碼服務廣播（日語：統合デジタル放送サービス），是日本自主制定的數碼電視和數碼聲音廣播標準制式，由電波產業會制定，用於該國的廣播電視網絡。ISDB取代了以前使用的MUSE高清晰度的模拟HDTV系統。
ISDB-T国际版，又称SBTVD（葡萄牙語：Sistema Brasileiro de Televisão Digital，巴西数字电视系统）、ISDB-Tb，是ISDB的衍生制式，由巴西政府制定，並在南美洲廣泛採用。

## 介紹

使用ISDB-T的地區（綠色）

ISDB有兩種接收方法：電視機和機頂盒。舊電視機可加裝機頂盒。機頂盒內除基本的晶片組外，需內建ISDB-T模組。ISDB設備廠商以日系為主，例如日立及SHARP等。在日本，除了Sky PerfecTV!採用DVB以外，都采用了ISDB。繼日本之後，部份中美洲國家及多數南美洲國家（僅巴拿馬、哥倫比亞、法屬圭亞納採用DVB-T、蘇里南及墨西哥採用ATSC）也採用ISDB-T International（又稱SBTVD）系統。
ISDB的核心標準是ISDB-S（衛星電視）、ISDB-T（地面電視）和ISDB-C（有線電視），並且都是基於MPEG-2或MPEG-4標準的多址接入傳輸，2.6 GHz頻段移動廣播數據架構及視頻和音頻編碼（MPEG-2或H.264），並且能夠進行高清晰度電視（HDTV）和標準清晰度電視。 ISDB-T和ISDB-TSB是移動電視接收的頻段。 1Seg和Tmm則是用於接收ISDB-T服務手機、筆記本電腦和汽車上的导航系统内建电视功能。

## 信号形式
ISDB-T中，根据MPEG-2实施传送信号的复用。每一个物理通道（6MHz）为一个基本TS（传送流），其中13个OFDM段可构成有统一参数选择的单一大块，也可以分为具有不同参数选择的几个块层，最多为4个块层。接收端接收时，可以对13段OFDM整体接收，也可以部分接收，即只接收13段OFDM里中央的一段OFDM。

## MPEG-2 TS上承载的协议
| MPEG-2 TS协议层 | ISDB-T                                       | ISDB-T                                       | ISDB-T                                       | ISDB-T                                    | ISDB-T                                    |
| --------------- | -------------------------------------------- | -------------------------------------------- | -------------------------------------------- | ----------------------------------------- | ----------------------------------------- |
| ES              | MPEG-2 视频 （ISO/IEC 13818-2）              | MPEG-2 AAC （ISO/IEC 13818-7）               | 数据服务（独立PES模式） （ARIB STD-B24）     | PSI/SI （ISO/IEC 13818-1、ARIB STD-B10）  | 数据服务（轮播模式） （ARIB STD-B24）     |
| ES              | TRMP（加密） （ARIB STD-B25）                |                                              |                                              | PSI/SI （ISO/IEC 13818-1、ARIB STD-B10）  | 数据服务（轮播模式） （ARIB STD-B24）     |
| PES             | MPEG-2 PES （ISO/IEC 13818-1、ARIB STD-B32） | MPEG-2 PES （ISO/IEC 13818-1、ARIB STD-B32） | MPEG-2 PES （ISO/IEC 13818-1、ARIB STD-B32） | Section （ISO/IEC 13818-1、ARIB STD-B32） | Section （ISO/IEC 13818-1、ARIB STD-B32） |
| TS              | MPEG-2 TS （ISO/IEC 13818-1）                | MPEG-2 TS （ISO/IEC 13818-1）                | MPEG-2 TS （ISO/IEC 13818-1）                | MPEG-2 TS （ISO/IEC 13818-1）             | MPEG-2 TS （ISO/IEC 13818-1）             |

## 服務
- 一個頻譜可包含一個高清频道或最多三個標清頻道，以及一个1seg移动电视频道。
- 提供声音频道
- 通過電話或寬頻提供互動服務
- 電子節目指南
- 通過大氣電波為機頂盒更新韌體

## 採用的國家和地區

### 正式廣播

#### 亞洲
- 日本
- 馬爾地夫 （2011年10月19日通過正式採用ISDB-T）[2][3]
- 菲律賓 （目前已正式採用ISDB-T進行廣播，2013年11月5日曾重新評估，於2015年正式採用ISDB-T廣播）[4][5]

#### 美洲
- 巴西 （2006年6月29日通過決定，採用ISDB-T國際，2007年12月2日開始廣播）
- 秘魯 （2009年4月23日通過決定，正式採用ISDB-T國際，2010年3月30日開始廣播）
- 阿根廷 （2009年8月28日通過正式採用ISDB-T國際，2010年4月28日開始廣播）
- 智利 （2009年9月14日通過正式採用ISDB-T國際，2010年9月14日開始廣播）
- 委內瑞拉 （2009年10月6日通過，決定正式採用ISDB-T國際，2013年2月20開始廣播）
- （2010年3月26日通過，決定正式採用ISDB-T國際）
- （在2010年5月25日通過，決定採用ISDB-T國際，2012年3月19開始廣播）[6]
- 巴拉圭 （2010年6月1日通過採用ISDB-T國際，2011年8月15日開始播出）[7]
- 玻利维亚 （2010年7月5日通過採用ISDB-T國際，2011年6月開始廣播）[8][9]
- 尼加拉瓜 （2010年8月10日通過正式採用ISDB-T國際）[10]
- 乌拉圭 （2010年12月27日通過採用ISDB-T國際，2012年8月開始廣播）[11][12]
- （2013年5月30日通過採用ISDB-T國際，並開始前期實施階段）
- （2013年9月26日通過採用ISDB-T國際，並開始前期實施階段）

#### 非洲
- （2013年2月26日正式採用ISDB-T國際，並於2013年開始前期實施階段）[13][14][15]

### 試驗廣播

#### 非洲
- 安哥拉[16]
- 莫桑比克

#### 美洲
- （目前正在評估數碼平台）
- 薩爾瓦多

#### 亞洲
- 泰國 （2014年正式轉至到數碼化平台的DVB-T2）